# Higashikawa, Hokkaidō
Higashikawa (東川町 Higashikawa-chō) là thị trấn thuộc huyện Kamikawa, phó tỉnh Kamikawa, Hokkaidō, Nhật Bản. Tính đến ngày 1 tháng 10 năm 2020, dân số ước tính thị trấn là 8.314 người và mật độ dân số là 34 người/km2. Tổng diện tích thị trấn là 247,06 km2.

## Địa lý

### Khí hậu
| Dữ liệu khí hậu của Higashikawa, Hokkaidō | Dữ liệu khí hậu của Higashikawa, Hokkaidō | Dữ liệu khí hậu của Higashikawa, Hokkaidō | Dữ liệu khí hậu của Higashikawa, Hokkaidō | Dữ liệu khí hậu của Higashikawa, Hokkaidō | Dữ liệu khí hậu của Higashikawa, Hokkaidō | Dữ liệu khí hậu của Higashikawa, Hokkaidō | Dữ liệu khí hậu của Higashikawa, Hokkaidō | Dữ liệu khí hậu của Higashikawa, Hokkaidō | Dữ liệu khí hậu của Higashikawa, Hokkaidō | Dữ liệu khí hậu của Higashikawa, Hokkaidō | Dữ liệu khí hậu của Higashikawa, Hokkaidō | Dữ liệu khí hậu của Higashikawa, Hokkaidō | Dữ liệu khí hậu của Higashikawa, Hokkaidō |
| Tháng                                     | 1                                         | 2                                         | 3                                         | 4                                         | 5                                         | 6                                         | 7                                         | 8                                         | 9                                         | 10                                        | 11                                        | 12                                        | Năm                                       |
| ----------------------------------------- | ----------------------------------------- | ----------------------------------------- | ----------------------------------------- | ----------------------------------------- | ----------------------------------------- | ----------------------------------------- | ----------------------------------------- | ----------------------------------------- | ----------------------------------------- | ----------------------------------------- | ----------------------------------------- | ----------------------------------------- | ----------------------------------------- |
| Cao kỉ lục °C (°F)                        | 6.9 (44.4)                                | 13.0 (55.4)                               | 16.0 (60.8)                               | 28.1 (82.6)                               | 34.9 (94.8)                               | 36.1 (97.0)                               | 36.6 (97.9)                               | 37.0 (98.6)                               | 33.2 (91.8)                               | 25.4 (77.7)                               | 20.7 (69.3)                               | 12.5 (54.5)                               | 37.0 (98.6)                               |
| Trung bình ngày tối đa °C (°F)            | −4.0 (24.8)                               | −2.7 (27.1)                               | 2.1 (35.8)                                | 10.3 (50.5)                               | 18.1 (64.6)                               | 22.4 (72.3)                               | 25.9 (78.6)                               | 26.0 (78.8)                               | 21.5 (70.7)                               | 14.2 (57.6)                               | 5.8 (42.4)                                | −1.5 (29.3)                               | 11.5 (52.7)                               |
| Trung bình ngày °C (°F)                   | −8.1 (17.4)                               | −7.3 (18.9)                               | −2.5 (27.5)                               | 4.8 (40.6)                                | 11.8 (53.2)                               | 16.5 (61.7)                               | 20.3 (68.5)                               | 20.5 (68.9)                               | 15.7 (60.3)                               | 8.8 (47.8)                                | 2.0 (35.6)                                | −4.9 (23.2)                               | 6.5 (43.6)                                |
| Tối thiểu trung bình ngày °C (°F)         | −13.3 (8.1)                               | −12.8 (9.0)                               | −7.6 (18.3)                               | −0.6 (30.9)                               | 5.9 (42.6)                                | 11.4 (52.5)                               | 15.8 (60.4)                               | 16.1 (61.0)                               | 10.8 (51.4)                               | 4.0 (39.2)                                | −1.9 (28.6)                               | −9.2 (15.4)                               | 1.5 (34.8)                                |
| Thấp kỉ lục °C (°F)                       | −29.1 (−20.4)                             | −29.3 (−20.7)                             | −24.8 (−12.6)                             | −11.9 (10.6)                              | −3.6 (25.5)                               | 0.1 (32.2)                                | 6.0 (42.8)                                | 6.3 (43.3)                                | 0.0 (32.0)                                | −4.6 (23.7)                               | −18.0 (−0.4)                              | −25.5 (−13.9)                             | −29.3 (−20.7)                             |
| Lượng Giáng thủy trung bình mm (inches)   | 37.8 (1.49)                               | 33.2 (1.31)                               | 39.1 (1.54)                               | 44.7 (1.76)                               | 69.5 (2.74)                               | 78.0 (3.07)                               | 139.0 (5.47)                              | 157.9 (6.22)                              | 132.1 (5.20)                              | 95.5 (3.76)                               | 90.3 (3.56)                               | 66.1 (2.60)                               | 983.2 (38.71)                             |
| Số ngày giáng thủy trung bình (≥ 1.0 mm)  | 16.2                                      | 12.4                                      | 12.9                                      | 11.1                                      | 11.1                                      | 10.6                                      | 12.6                                      | 12.3                                      | 13.5                                      | 15.3                                      | 18.1                                      | 19.2                                      | 165.3                                     |
| Số giờ nắng trung bình tháng              | 63.3                                      | 83.8                                      | 122.9                                     | 150.0                                     | 187.0                                     | 167.7                                     | 159.0                                     | 152.4                                     | 142.4                                     | 116.9                                     | 59.8                                      | 45.0                                      | 1.450,1                                   |
| Nguồn: Cục Khí tượng Nhật Bản             |                                           |                                           |                                           |                                           |                                           |                                           |                                           |                                           |                                           |                                           |                                           |                                           |                                           |